# Schaefferia canigouensis
Schaefferia canigouensis är en urinsektsart som beskrevs av Louis Deharveng och ?E. Thibaud 1980. Schaefferia canigouensis ingår i släktet Schaefferia och familjen Hypogastruridae. Inga underarter finns listade i Catalogue of Life.